# Laguna Sepalau
Laguna Sepalau är en sjö i Guatemala.   Den ligger i departementet Departamento de Alta Verapaz, i den centrala delen av landet, 130 km norr om huvudstaden Guatemala City. Laguna Sepalau ligger 333 meter över havet. I omgivningarna runt Laguna Sepalau växer i huvudsak städsegrön lövskog.